# Philates
Philates  (лат.) — род аранеоморфных пауков из подсемейства Ballinae в семействе пауков-скакунов (Salticidae). Все представители рода распространены на островах в Юго-Восточной Азии.

## Виды
- Philates chelifer (Simon, 1900) — Ява, Борнео
- Philates courti (Zabka, 1999) — Папуа — Новая Гвинея
- Philates grammicus Simon, 1900 — Филиппинские острова, Индонезия typus
- Philates platnicki (Zabka, 1999) — Папуа — Новая Гвинея
- Philates proszynskii (Zabka, 1999) — Папуа — Новая Гвинея
- Philates rafalskii (Zabka, 1999) — Папуа — Новая Гвинея
- Philates szutsi Benjamin, 2004 — Борнео
- Philates thaleri Benjamin, 2004 — Борнео
- Philates variratae (Zabka, 1999) — Папуа — Новая Гвинея
- Philates zschokkei Benjamin, 2004 — Индонезия